# Miss Atlántico Internacional 1996
O Miss Atlântico Internacional 1996 foi a 2.ª edição do concurso de beleza internacional Miss Atlântico que ocorreu anualmente no Uruguai. Aconteceu em janeiro de 1997 com a participação de uma aspirante ao título. A uruguaia Claudia Schmidt coroou a brasileira Daniela Cecconelo como a nova detentora do título. 

## Resultados
| Colocação           | País                         |
| Miss Atlântico 1996 | - Brasil - Daniela Cecconelo |

### Premiações Especiais
- Não há nenhuma premiação especial constada nesta competição este ano.

## Candidatas
Fora a brasileira que ganhou, não há outros registros de candidatas para esta competição:
- Brasil - Daniela Cecconelo

## Ligações Externas
- Site oficial do Miss Atlántico Internacional